# 방향 (악기)

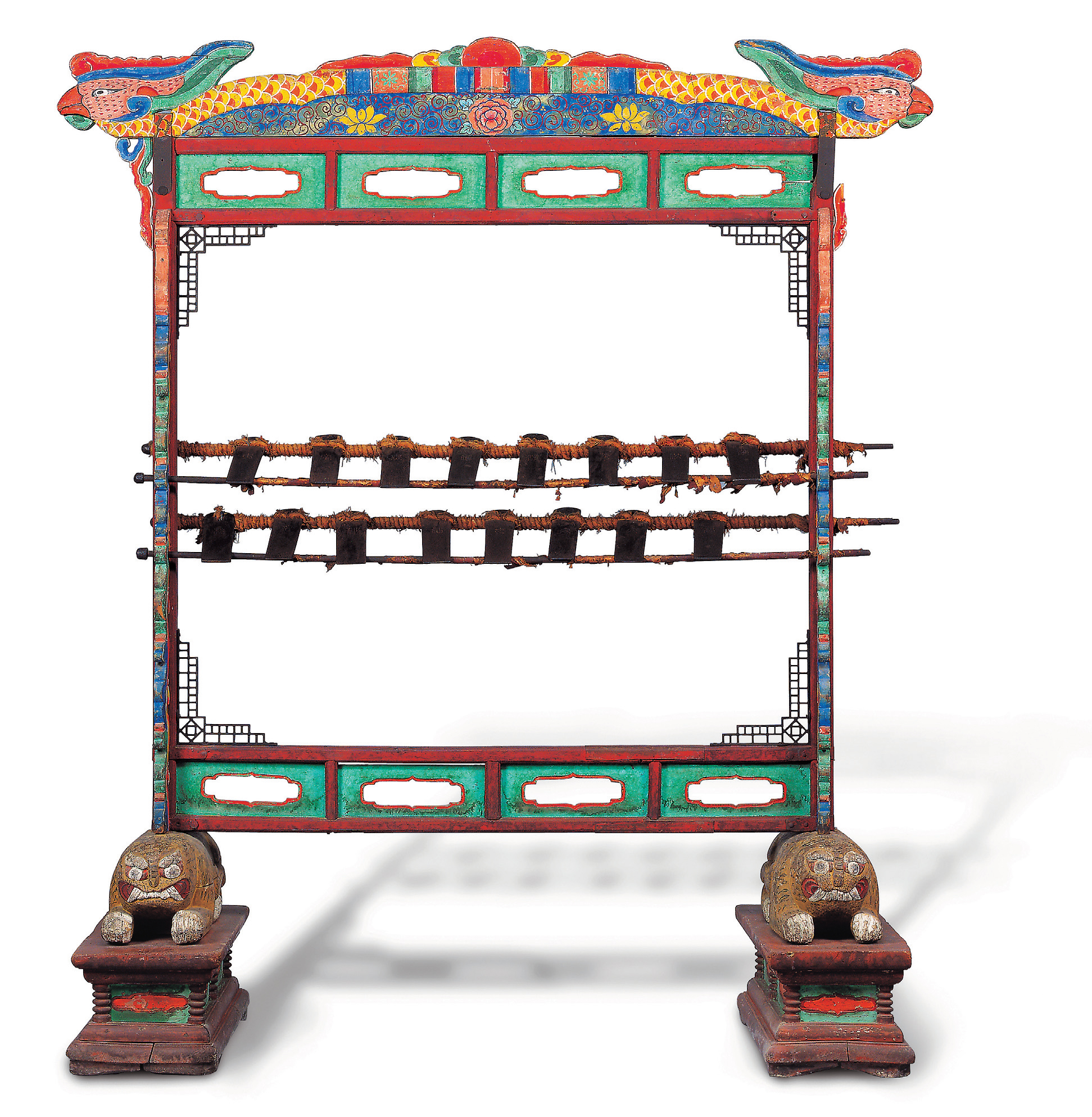
국립고궁박물관에서 소장중인 방향의 사진

방향(方響)은 유율 타악기의 하나로 금부악기이며, 당악기이다. 철향(鐵響)이라고도 하며 16개의 철편(鐵片)을 틀의 상단과 하단에 각각 8개씩 매어 놓고 각퇴(角槌; 뿔망치)로 쳐서 소리를 낸다. 철편의 크기는 같고 두께가 다른데 두꺼우면 소리가 높고 얇으면 낮다. 중국 양나라 때에 만들어졌다고 하며 당 · 송 · 원에서는 주로 연향악에 쓰이다가 명 · 청시대에는 아악에 쓰였다 하나 지금은 없어졌다. 우리나라에서는 11세기 고려 문종 때 이 악기로 당악을 연주한 이래 줄곧 당악과 고취(鼓吹)에 편성되어 쓰였다. 음역이 너무 높고 음색이 고르지 못하고 탁하여 현재는 거의 쓰이지 않고 종묘제례악에 사용된다. 예종 때 중국에서 들어온 기록이 있다. 틀은 편종과 비슷하나 목공작(木孔雀)과 유소(流蘇)가 없다. 철판은 강한 쇠붙이로 만들고 철판에 구멍을 뚫어 실로 꿰어 두 단에 가로 건다. 조율법·음넓이·배열·연주법은 편종과 같다.